# آکیله مایرونی
آکیله مایرونی (ایتالیایی: Achille Majeroni؛ ‏ ۲۴ اوت ۱۸۸۱ – ۱۲ اکتبر ۱۹۶۴) هنرپیشه اهل ایتالیا بود.
از فیلم‌هایی که وی در آن نقش داشته‌است، می‌توان به ولگردها، تخت زفاف، کاراواجو، دکتر آنتونیو، مسالینا، همچون برگ‌ها، جوزپه وردی، کاستا دیوا و عروسی خون اشاره کرد.